# Diederik Stapel
Pour les articles homonymes, voir Stapel.
Diederik Alexander Stapel, né le 19 octobre 1966 à Oegstgeest, est un ancien professeur néerlandais de psychologie sociale. Son implication dans la falsification de résultats de recherche est rendue publique en septembre 2011.

## Fraude
Pendant plus de 10 ans, Diederik Stapel a inventé les réponses aux questionnaires qu'il était censé faire remplir par des participants à ses enquêtes. Les conclusions de ses études, basées sur des résultats créés de toutes pièces, avaient été publiées dans des revues scientifiques dont certaines très renommées.
À la suite de la découverte de sa fraude, 58 de ses publications ont été rétractées.
Le jour de la sortie du rapport qui statue sur sa fraude en novembre 2012, il publie un livre autobiographique, Ontsporing, racontant notamment comment il en est arrivé à mentir sur sa recherche. Le livre est intitulé Derailment ou Faking Science: A True Story of Academic Fraud en anglais, et n'est pas traduit en français. Le dernier chapitre de ce livre contient des phrases plagiées aux auteurs Raymond Carver et James Joyce,.

## Liste des publications rétractées
Les publications ci-dessous ont été rétractées pour fraude. Leurs conclusions ne sont donc aucunement prouvées.
| Titre de la publication | Année de parution | Journal                                              | DOI et lien de la notice de rétraction |
| --- | ----------------- | ---------------------------------------------------- | -------------------------------------- |
| Interpretation versus Reference Framing: Assimilation and Contrast Effects in the Organizational Domain                                         | 1998              | Organizational Behavior and Human Decision Processes | 10.1016/j.obhdp.2015.11.002            |
| Correction or comparison? The effects of prime awareness on social judgments                                                                    | 2009              | European Journal of Social Psychology                | 10.1002/ejsp.2173                      |
| The impact of comprehension versus self-enhancement goals on group perception                                                                   | 2008              | Social Psychology                                    | 10.1027/1864-9335/a000152              |
| Measure by measure: When implicit and explicit social comparison effects differ                                                                 | 2010              | Self and Identity                                    | 10.1080/15298868.2013.790597           |
| Unfinished business: How completeness affects the impact of emotional states and emotion concepts on social judgement                           | 2006              | Journal of Experimental Social Psychology            | 10.1016/j.jesp.2013.03.006             |
| Hardly thinking about close and distant others: On cognitive business and target closeness in social comparison effects                         | 2005              | Journal of Experimental Social Psychology            | 10.1016/j.jesp.2013.03.005             |
| The flexible unconscious: Investigating the judgmental impact of varieties of unaware perception                                                | 2005              | Journal of Experimental Social Psychology            | 10.1016/j.jesp.2013.03.004             |
| Distinctiveness is Key: How Different Types of Self-Other Similarity Moderate Social Comparison Effects                                         | 2007              | Personality & Social Psychology Bulletin             | 10.1177/0146167212474240               |
| Terror Management and Stereotyping: Why Do People Stereotype When Mortality Is Salient?                                                         | 2008              | Personality & Social Psychology Bulletin             | 10.1177/0146167212474240               |
| When we wonder what it all means: Interpretation goals facilitate accessibility and stereotyping effects                                        | 2001              | Personality & Social Psychology Bulletin             | 10.1177/0146167212474240               |
| The effects of diffuse and distinct affect | 2002              | Journal of Personality and Social Psychology         | 10.1037/a0031698                       |
| Me tomorrow, the others later: How perspective fit increases sustainable behavior                                                               | 2010              | Journal of Environmental Psychology                  | 10.1016/j.jenvp.2012.12.004            |
| Similarities and Differences between the Impact of Traits and Expectancies: What Matters Is Whether the Target Stimulus Is Ambiguous or Mixed   | 2002              | Journal of Experimental Social Psychology            | 10.1016/j.jesp.2012.12.001             |
| Information to go: Fluency enhances the usability of primed information                                                                         | 2009              | Journal of Experimental Social Psychology            | 10.1016/j.jesp.2012.11.014             |
| Distinguishing stereotype threat from priming effects: on the role of the social self and threat-based concerns                                 | 2006              | Journal of Personality and Social Psychology         | 10.1037/a0031270                       |
| From seeing to being: subliminal social comparisons affect implicit and explicit self-evaluations                                               | 2004              | Journal of Personality and Social Psychology         | 10.1037/a0031410                       |
| Method matters: effects of explicit versus implicit social comparisons on activation, behavior, and self-views                                  | 2004              | Journal of Personality and Social Psychology         | 10.1037/a0031425                       |
| The magic spell of language: linguistic categories and their perceptual consequences                                                            | 2007              | Journal of Personality and Social Psychology         | 10.1037/a0031271                       |
| The self salience model of other-to-self effects: integrating principles of self-enhancement, complementarity, and imitation                    | 2006              | Journal of Personality and Social Psychology         | 10.1037/a0031426                       |
| Unconscious and spontaneous and...complex: the three selves model of social comparison assimilation and contrast                                | 2008              | Journal of Personality and Social Psychology         | 10.1037/a0031266                       |
| The Norm-Activating Power of Celebrity: The Dynamics of Success and Influence                                                                   | 2011              | Social Psychology Quarterly                          | 10.1177/0190272512471170               |
| The downside of feeling better: Self-regard repair harms performance                                                                            | 2008              | Self and Identity                                    | 10.1080/15298868.2012.742330           |
| Status concerns and financial debts in adolescents                                                                                              | 2010              | Social Influence                                     | 10.1080/15534510.2012.738953           |
| It's all in the timing: Measuring emotional reactions to stereotype threat before and after taking a test                                       | 2006              | European Journal of Social Psychology                | 10.1002/ejsp.1919                      |
| Making sense of war: using the interpretation comparison model to understand the Iraq conflict                                                  | 2006              | European Journal of Social Psychology                | 10.1002/ejsp.1920                      |
| Staff, miter, book, share: how attributes of Saint Nicholas induce normative behavior                                                           | 2008              | European Journal of Social Psychology                | 10.1002/ejsp.1913                      |
| Affects of the unexpected: when inconsistency feels good (or bad)                                                                               | 2010              | Personality & Social Psychology Bulletin             | 10.1177/0146167212462821               |
| Event Accessibility and Context Effects in Causal Inference: Judgment of a Different Order                                                      | 1996              | Personality & Social Psychology Bulletin             | 10.1177/0146167212462821               |
| Silence and Table Manners: When Environments Activate Norms                                                                                     | 2008              | Personality & Social Psychology Bulletin             | 10.1177/0146167212462821               |
| The influence of mood on attribution | 2010              | Personality & Social Psychology Bulletin             | 10.1177/0146167212462821               |
| Why people stereotype affects how they stereotype: the differential influence of comprehension goals and self-enhancement goals on stereotyping | 2009              | Personality & Social Psychology Bulletin             | 10.1177/0146167212462821               |
| Stop Making Sense: The Ultimate Fear | 2009              | Psychological Inquiry                                | 10.1080/1047840X.2012.722053           |
| Behavioural effects of automatic interpersonal versus intergroup social comparison                                                              | 2006              | British Journal of Social Psychology                 | 10.1348/014466605X79589                |
| How to heat up from the cold: examining the preconditions for (unconscious) mood effects                                                        | 2008              | Journal of Personality and Social Psychology         | 10.1037/a0029740                       |
| Mood and context-dependence: Positive mood increases and negative mood decreases the effects of context on perception                           | 2010              | Journal of Personality and Social Psychology         | 10.1037/a0029743                       |
| Moods as spotlights: the influence of mood on accessibility effects                                                                             | 2008              | Journal of Personality and Social Psychology         | 10.1037/a0029742                       |
| No pain, no gain: the conditions under which upward comparisons lead to better performance                                                      | 2007              | Journal of Personality and Social Psychology         | 10.1037/a0029731                       |
| On models and vases: body dissatisfaction and proneness to social comparison effects                                                            | 2007              | Journal of Personality and Social Psychology         | 10.1037/a0029732                       |
| The referents of trait inferences: The impact of trait concepts versus actor–trait links on subsequent judgments                                | 1996              | Journal of Personality and Social Psychology         | 10.1037/a0029744                       |
| What drives self-affirmation effects? On the importance of differentiating value affirmation and attribute affirmation                          | 2011              | Journal of Personality and Social Psychology         | 10.1037/a0029745                       |
| Beauty as a tool: The effect of model attractiveness, product relevance, and elaboration likelihood on advertising effectiveness                | 2010              | Psychology & Marketing                               | 10.1002/mar.20565                      |
| When different is better: Performance following upward comparison                                                                               | 2006              | European Journal of Social Psychology                | 10.1002/ejsp.1903                      |
| The unconscious unfolding of emotions | 2009              | European Review of Social Psychology                 | 10.1080/10463283.2012.705989           |
| Emotion elicitor or emotion messenger? Subliminal priming reveals two faces of facial expressions                                               | 2008              | Psychological Science                                | 10.1177/0956797612453137               |
| Judging the unexpected: Disconfirmation of situation-specific expectancies                                                                      | 2009              | European Journal of Social Psychology                | 10.1002/ejsp.1898                      |
| Racist biases in legal decisions are reduced by a justice focus                                                                                 | 2010              | European Journal of Social Psychology                | 10.1002/ejsp.1897                      |
| The secret life of emotions | 2008              | Psychological Science                                | 10.1177/0956797612453137               |
| When nothing compares to me: How defensive motivations and similarity shape social comparison effects                                           | 2006              | European Journal of Social Psychology                | 10.1002/ejsp.1899                      |
| The Self-Activation Effect of Advertisements: Ads Can Affect Whether and How Consumers Think about the Self                                     | 2010              | Journal of Consumer Research                         | 10.1086/667237                         |
| It depends on how you look at it: being versus becoming mindsets determine responses to social comparisons                                      | 2010              | British Journal of Social Psychology                 | 10.1111/j.2044-8309.2012.02111.x       |
| The Effects of Different Types of Self–Activation on Social Comparison Orientation                                                              | 2006              | Social Cognition                                     | 10.1521/soco.2006.24.6.703             |
| The Mental Roots of System Justification: System Threat, Need for Structure, and Stereotyping                                                   | 2011              | Social Cognition                                     | 10.1521/soco.2012.30.3.363             |
| When failure feels better than success: Self-salience, self-consistency, and affect                                                             | 2011              | British Journal of Social Psychology                 | 10.1111/j.2044-8309.2012.02108.x       |
| Stereotype Disconfirmation Affect: When Sweet Hooligans Make You Happy and Honest Salesmen Make You Sad                                         | 2011              | Basic and Applied Social Psychology                  | 10.1080/01973533.2012.682012           |
| What's in a Name? 361.708 Euros: The Effects of Marital Name Change                                                                             | 2010              | Basic and Applied Social Psychology                  | 10.1080/01973533.2012.682012           |
| Happiness as alchemy: Positive mood leads to self-serving responses to social comparisons                                                       | 2011              | Motivation and Emotion                               | 10.1007/s11031-011-9266-1              |
| Coping with Chaos: How Disordered Contexts Promote Stereotyping and Discrimination                                                              | 2011              | Science                                              | 10.1126/science.334.6060.1202-a        |
| From (Unconscious) Perception to Emotion: A Global-to-Specific Unfolding View of Emotional Responding                                           | 2010              | Emotion Regulation and Well-Being                    | 10.1007/978-1-4419-6953-8_20           |